# Cyclolina
Genre
Espèces de rang inférieur
- † Cyclolina armorica
- † Cyclolina cretacea (espèce type)
- † Cyclolina dufrenoyi

Cyclolina est un genre éteint de foraminifères rattaché à la famille des Cyclolinidae et à l'ordre des Loftusiida. Son espèce type est Cyclolina cretacea.

## Discussion
Les classifications précédentes classaient Cyclolina dans le sous-ordre des Textulariina et dans l'ordre des Textulariida.

## Classification
Cyclolina comprend les espèces suivantes,,:
- † Cyclolina armorica
- † Cyclolina cretacea
- † Cyclolina dufrenoyi